# Église Saint-Didier de Gros-Réderching
Pour les articles homonymes, voir Église Saint-Didier.
L'église Saint-Didier se situe dans la commune française de Gros-Réderching, dans le département de la Moselle.

## Histoire
Du point de vue spirituel, Gros-Réderching est église-mère avec pour succursale Guiderkirch, érigée en paroisse dans les années 1715-1720. Paroisse de l'archiprêtré de Hornbach, Gros-Réderching passe dans celui de Rohrbach en 1802.

## Édifice
L'église, dédiée à saint Didier, est reconstruite en 1751. Dans les années qui suivent cette reconstruction, l'ensemble du mobilier et des statues est renouvelé. Le maître-autel et l'autel latéral gauche, dédiés à la Vierge, sont réalisés entre 1754 et 1758, sans doute par le sculpteur Jean Martersteck. Ce n'est qu'en novembre 1776 qu'un marché est passé par les échevins de la paroisse avec Dominique Labroise, sculpteur à Sarrebourg, pour la confection de l'autel de sainte Agathe, " identique à l'autel de la Vierge en hauteur, largeur, dorure et sculpture ". À quelques détails techniques près, les autels sont en effet semblables, mis à part le galbe du tombeau, plus accentué dans celui de Labroise.
Abrité par un baldaquin tardif, de la fin du XIXe siècle ou du début du XXe siècle, le maître-autel est composé d'un autel galbé en élévation supportant un tabernacle. Une exposition pivotante, encadrée de niches, se développe en hauteur et en largeur derrière celui-ci. Sur le devant d'autel est figurée l'arche d'alliance au milieu d'un décor rocaille et de chutes de fleurs, tandis qu'un ostensoir est sculpté en bas-relief sur la porte du tabernacle inférieur. Jusqu'à la Seconde Guerre mondiale, un dais d'où s'échappaient des guirlandes de fleurs amortissait l'ensemble, conférant des proportions plus équilibrées à l'autel.
Commandée en 1776 au sculpteur Dominique Labroise, pour être placée dans la niche du retable de l'autel droit, une belle statue de sainte Agathe de Catane est très mutilée, en raison de la fragilité du matériau, le tilleul, dans lequel elle est sculptée. Contrairement à la tradition, le sculpteur n'a pas poussé ici le réalisme jusqu'à représenter sur un plat les deux seins arrachés par les bourreaux du préfet Quintianus, alors que la jeune fille avait refusé de sacrifier des idoles.
Placées en pendant dans les niches qui encadrent le tabernacle tournant du maître-autel, les statues de saint Laurent et de saint Didier, patron de la paroisse, datent de la même époque que l'autel mais semblent être l'œuvre d'un autre sculpteur. Les visages au petit menton saillant, aux lèvres charnues, au nez retroussé et aux yeux légèrement exorbités ainsi que les cheveux rejetés vers l'arrière en mèches bien séparées caractérisent ces statues et les apparentent aux figures des Évangélistes et à l'ange amortissant l'ancienne chaire à prêcher.
Debout sur un globe et terrassant le serpent, une Vierge à l'Enfant du milieu du XVIIIe siècle, un peu rigide, occupe la niche du retable de l'autel gauche. Son visage aux formes pleines est encadré de longs cheveux ondulés noués à l'arrière et ornés d'un rang de perles, sur lesquels est posée une couronne fermée en bois doré.